# Carl Elof Svenning
Carl Elof Svenning, pseudonym för Carl Elof Svenningsson, född 30 april 1904 i Masthuggs församling, Göteborgs och Bohus län, död 13 juli 1984 i Lidingö församling, Stockholms län, var en svensk författare och översättare.

## Biografi
Svenning var son till styrmannen och inkasseraren Svenning Johansson och Josefina Alexandra, född Schinkler. Efter realexamen 1920 studerade Svenning 1921–23 vid Göteborgs handelsinstitut, samt en termin vid London School of Journalism i London. Han visade tidigt prov på stor språkbegåvning, och gick på Brunnsviks folkhögskola 1927–28, samt på Hola folkhögskola och Birkagårdens folkhögskola. År 1930 översatte han Thomas Mores Utopia tillsammans med Alf Ahlberg, samt reportageboken Blod och bomull av 1930 års nobelpristagare Sinclair Lewis.
Svenning debuterade som poet 1932 med diktsamlingen Rämnan mot rymden, och utgav därefter ett antal diktsamlingar. Efter att ha flyttat till Stockholm tillhörde han de så kallade Klarabohemerna. Hans viktigaste insats var dock som översättare, folkbildare och fri skribent. Han hade en lidelse för språk och översatte verk från en mängd olika språk, exempelvis engelska, ryska (bl.a. Nikolaj Gogol och Aleksandr Pusjkin), polska, arabiska, armeniska, hindu, urdu, egyptiska, vietnamesiska och inte minst esperanto. 
Svenning försökte 1947 ta initiativ till en översättarförening som skulle tillvarata översättarnas anspråk på bättre ekonomi. År 1954 kom översättarna, dock utan Svennings omedelbara medverkan, att bryta sig ur Sveriges Författareförening och bilda Svenska Översättarförbundet. År 1956 startade han tillsammans med några studieförbund Internationella bokklubben, vars syfte var att främja kulturutbyte mellan Sverige och den utomeuropeiska världen. Svenning ansvarade för de översättningar som utgavs av bokklubben, samtidigt som hustrun Ragnhild stod för formgivning, redigering och i viss utsträckning översättning.
Mellan 1931 och 1948 var Svenning gift med Karin Vilhelmina Lindqvist (1903–1986). År 1948 gifte han om sig med Ragnhild Norlin (1909–1997).

### Översättningar (urval)
- Sinclair Lewis, Blod och bomull (Cheap and contended labor) (Stockholm: Federativ, 1930)
- Thomas More, Utopia: om en välordnad stat, övers. tillsammans med Alf Ahlberg (Stockholm: Federativ, 1930)
- Henry Handel Richardson, En man bland guldfältens lycksökare (Australia Felix) (Stockholm: Wahlström & Widstrand, 1931)
- Leslie Dixon Weatherhead, Kristen på allvar: Livets förnyelse och världens evangelisering (Discipleship) (Stockholm: De ungas förlag, 1934)
- Tommaso Campanella, Solstaten: om en filosofisk samhällsgemenskap (La città del sole) (Stockholm: Federativ, 1934)
- Rudolf Rocker, Nationalism och kultur (Stockholm: Federativ, 1949–1950)
- Frank S. Stuart, Biets gyllene stad i romantiserad skildring (City of the bees) (Stockholm: Westerberg, 1953)
- Tawfiq al-Hakim, En egyptisk åklagares dagbok (Yaumīyāt nāʾib fī l-aryāf) (Lidingö: Internationella bokklubben, 1956)
- Taha Hussein, Barndomsår i byn (al-Ayyām. Ǧuzʾ 1) (Lidingö: Internationella bokklubben, 1956)
- Muhammad Iqbal, Iqbal: skalden som skapade Pakistan: en presentation och ett dikturval (Lidingö: Internationella bokklubben, 1956)
- Taha Hussein, Universitetsår i Kairo (al-Ayyām. 2) (Lidingö: Internationella bokklubben, 1957)
- Moderna österländska berättare, red. och övers. (Lidingö: Internationella bokklubben, 1958)
- Moderna indiska berättare, red. och övers. tillsammans med Ragnhild Svenning (Stockholm: Tiden, 1964)
- Berättare från Armenien, red. och övers. (Lidingö: Internationella bokklubben, 1968)
- De vita blommornas vår: en antologi vietnamesiska berättare, red. och övers. (Lidingö: Internationella bokklubben, 1970)
- Tawfiq al-Hakim, By vid Nilen: ett modernt arabiskt drama från Nildalen (aṣ-Ṣafqa) (Lidingö: Internationella bokklubben, 1975)

## Priser och utmärkelser
- 1949 – Boklotteriets stipendiat